# Azərreyl Voleybol Klubu 2013-2014
Questa voce raccoglie le informazioni riguardanti l'Azərreyl Voleybol Klubu nella stagione 2013-2014.

## Organigramma societario
Area direttiva
- Presidente: Faiq Qarayev

Area tecnica
- Allenatore: Aleksandr Červyakov
- Assistente allenatore: Nicola Negro

## Rosa
| N° | Nome                 | Ruolo | Data di nascita   | Nazionalità sportiva |
| -- | -------------------- | ----- | ----------------- | -------------------- |
| 1  | Ceyran Əliyeva       | L     | 3 gennaio 1995    | Azerbaigian          |
| 3  | Anastasija Artem'eva | O     | 4 dicembre 1989   | Azerbaigian          |
| 4  | Gwendolyn Rucker     | C     | 28 aprile 1990    | Stati Uniti          |
| 5  | Elena Parchomenko    | C     | 11 settembre 1982 | Azerbaigian          |
| 6  | Ayşən Əbdüləzimova   | C     | 11 aprile 1993    | Azerbaigian          |
| 7  | Lora Kitipova        | P     | 19 maggio 1991    | Bulgaria             |
| 8  | Ülkər Kərimova       | S     | 22 giugno 1994    | Azerbaigian          |
| 9  | Yunieska Robles      | S/O   | 21 marzo 1993     | Cuba                 |
| 10 | Dušanka Karić        | S     | 7 giugno 1986     | Serbia               |
| 11 | Katerina Zhidkova    | S     | 28 settembre 1989 | Azerbaigian          |
| 12 | Shafagat Habibova    | P     | 3 agosto 1991     | Azerbaigian          |
| 15 | Aynur Kərimova       | C     | 7 dicembre 1988   | Azerbaigian          |
| 16 | Oksana Kiselyova     | L     | 30 maggio 1992    | Azerbaigian          |
| 18 | Aliaksandra Prupas   | S     | 27 marzo 1994     | Azerbaigian          |

## Mercato
| Acquisti | Acquisti             | Acquisti           | Acquisti   |
| R.       | Nome                 | da                 | Modalità   |
| -------- | -------------------- | ------------------ | ---------- |
| L        | Ceyran Əliyeva       | ?                  | definitivo |
| O        | Anastasija Artem'eva | Azəryol            | definitivo |
| C        | Gwendolyn Rucker     | Azəryol            | definitivo |
| C        | Elena Parchomenko    | Azəryol            | definitivo |
| C        | Ayşən Əbdüləzimova   | Lokomotiv Biləcəri | definitivo |
| P        | Lora Kitipova        | VC Stoccarda       | definitivo |
| S/O      | Yunieska Robles      | Lokomotiv Biləcəri | definitivo |
| S        | Dušanka Karić        | Hainaut            | definitivo |
| S        | Katerina Zhidkova    | Lokomotiv Biləcəri | definitivo |
| P        | Shafagat Habibova    | Azəryol            | definitivo |
| C        | Aynur Kərimova       | Azəryol            | definitivo |
| L        | Oksana Kiselyova     | Azəryol            | definitivo |
| S        | Aliaksandra Prupas   | ?                  | definitivo |

| Cessioni | Cessioni           | Cessioni            | Cessioni   |
| R.       | Nome               | a                   | Modalità   |
| -------- | ------------------ | ------------------- | ---------- |
| C        | Sara Anzanello     | -                   | ritirata   |
| O        | Manon Flier        | İqtisadçı           | definitivo |
| C        | Ksenija Kovalenko  | Azəryol             | definitivo |
| P        | Oksana Parchomenko | Azəryol             | definitivo |
| C        | Arielle Wilson     | İqtisadçı           | definitivo |
| S/O      | Indre Sorokaite    | Denso Airybees      | definitivo |
| L        | Luna Carocci       | Robur Tiboni Urbino | definitivo |
| P        | Milena Sadurek     | Lokomotiv Baku      | definitivo |
| S        | Megan Hodge        | Guangdong Hengda    | definitivo |
| L        | Valeriya Korotenko | -                   | ritirata   |
| S        | Debby Stam         | -                   | ritirata   |
| O        | Polina Rəhimova    | Azəryol             | definitivo |
| L        | Ceyran Əliyeva     | Azəryol             | definitivo |

## Statistiche

### Statistiche di squadra
| Competizione | Punti | In casa | In casa | In casa | In trasferta | In trasferta | In trasferta | Totale | Totale | Totale |
| Competizione | Punti | G       | V       | P       | G            | V            | P            | G      | V      | P      |
| ------------ | ----- | ------- | ------- | ------- | ------------ | ------------ | ------------ | ------ | ------ | ------ |
| Superliqa    | 19    | 9       | 2       | 7       | 10           | 3            | 7            | 19     | 5      | 14     |
| Coppa CEV    | -     | 3       | 1       | 2       | 3            | 1            | 2            | 6      | 3      | 3      |
| Totale       | -     | 12      | 3       | 9       | 13           | 4            | 9            | 25     | 8      | 17     |

G = partite giocate; V = partite vinte; P = partite perse

### Statistiche dei giocatori
| A. Əbdüləzimova | Statistiche assenti | 1 | 13 | 7  | 4 | 2 | Statistiche assenti |
| C. Əliyeva      | Statistiche assenti | ? | 0  | 0  | 0 | 0 | Statistiche assenti |
| A. Artem'eva    | Statistiche assenti | 1 | 14 | 12 | 1 | 1 | Statistiche assenti |
| S. Habibova     | Statistiche assenti | ? | 0  | 0  | 0 | 0 | Statistiche assenti |
| D. Karić        | Statistiche assenti | 1 | 5  | 4  | 1 | 0 | Statistiche assenti |
| A. Kərimova     | Statistiche assenti | ? | 0  | 0  | 0 | 0 | Statistiche assenti |
| Ü. Kərimova     | Statistiche assenti | - | -  | -  | - | - | Statistiche assenti |
| O. Kiselyova    | Statistiche assenti | ? | 0  | 0  | 0 | 0 | Statistiche assenti |
| L. Kitipova     | Statistiche assenti | 1 | 4  | 1  | 0 | 3 | Statistiche assenti |
| E. Parchomenko  | Statistiche assenti | ? | 0  | 0  | 0 | 0 | Statistiche assenti |
| A. Prupas       | Statistiche assenti | ? | 0  | 0  | 0 | 0 | Statistiche assenti |
| Y. Robles       | Statistiche assenti | - | -  | -  | - | - | Statistiche assenti |
| G. Rucker       | Statistiche assenti | 1 | 8  | 4  | 4 | 0 | Statistiche assenti |
| K. Zhidkova     | Statistiche assenti | 1 | 14 | 12 | 1 | 1 | Statistiche assenti |

P = presenze; PT = punti totali; AV = attacchi vincenti; MV = muri vincenti; BV = battute vincenti